# Can't Buy My Love (album)
Can't buy my love is het tweede album van Yui. Can't buy my love ging ongeveer 585.407 keer over de toonbank en behaalde de eerste plek in de Japanse album top 200. Het album stond ook een week op de eerste plek van de United World Chart.
De liedjes op het album gaan zoals de meeste liedjes van YUI vooral over haar eigen gevoelens, de nummers "How Crazy" en "Thank You My Teens" zijn hier goede voorbeelden van.

## Tracks
1. "How Crazy"
2. "Rolling Star"
3. "It's All Right"
4. "I Remember You
5. "Ruido"
6. "Che.R.Ry"
7. "Thank You My Teens"
8. "Umbrella"
9. "Highway Chance"
10. "Happy Birthday to You You"
11. "Winding Road"
12. "Good-bye Days"
13. "Why?"